# قائمة NLP
قائمة لا بوليمرات أطول أو قائمة NLP (بالإنجليزية: No Longer Polymers)‏ وهي قائمة مواد كيميائية معتمدة على تشريعات الاتحاد الأوروبي. أنشئت هذه القائمة على أساس توصيات الاتحاد الأوروبي للمواد الخطرة.
تغير تعريف البوليمر في نيسان 1992. هذا التعديل أدى إلى أن بعض المواد التي كانت تعد بوليمرات لم تعد تحمل هذه الصفة. تضم هذه القائمة المواد التي لم تعد تعرف على أنها بوليمرات لكنها كانت متوفرة في السوق في الفترة 18 أيلول 1981 و31 تشرين الأول 1993.

## رقم قائمة NLP
تعد هذه القائمة الثالثة بعد القائمة الأوروبية للمواد الكيميائية التجارية الموجودة والقائمة الأوروبية للمواد الكيميائية المبلغ عنها. وتكتب أرقام القائمة بالصيغة (5xx-xxx-x). ويوجد في القائمة 703 مدخلا.

## روابط خارجية
- القائمة